# Artabotrys darainensis
Artabotrys darainensis este o specie de plante angiosperme din genul Artabotrys, familia Annonaceae, descrisă de Deroin și Laurent Gautier. Conform Catalogue of Life specia Artabotrys darainensis nu are subspecii cunoscute.